# Lampetis orientalis
Lampetis orientalis es una especie de escarabajo del género Lampetis, familia Buprestidae. Fue descrita científicamente por Laporte & Gory en 1837.
Esta especie está muy extendida por todo el subcontinente indio.

## Descripción
Puede alcanzar una longitud de unos 24 a 27 milímetros (0,94 a 1,06 pulgadas). La cabeza y el pronoto son cobrizos.